# Maya Albert
Maya Albert (1975) is een Belgische theatermaker en actrice met Rwandese roots. Ze is vooral bekend voor haar televisierol in thuis als "Aisha Fawzi" van 2003 tot 2008. Hierin vertolkte ze een Marokkaans personage. Albert is ook docent drama en heeft 2 zonen.

## Carrière
Albert is actief sinds 2001 in de theater en jeugdtheater. Ze maakte eigen creaties en leende haar stem al meermaals uit als stemactrice. In 2003 maakte ze haar debuut op de televisie in Thuis. Sindsdien speelde ze gastrollen in #hetisingewikkeld, Panna, Hidden assets l & ll, Hawa & Adam.

### Theater
In het theater stond ze op de planken met de gezelschappen Kopergietery (2 seizoenen met de producties The Dangerous Journey en De gevaarlijke reis) en Bad van Marie (6 seizoenen Rusthuis, 4 seizoenen Balkanbusiness: Vasio-Levsky, memorandum van een georganiseerd leven. )

### Filmografie
- 2003-2008, 2019: Thuis (als vaste personage Aisha Fawzi)
- 2003: Team Spirit: De Serie (6 episodes als dokter)
- 2005: Halleluja! (TV Series: als Saskia)
- 2017: Hetisingewikkeld (TV Series Episode #1.5: als Sarah)
- 2019: Find Me in Paris (TV Series: Dokteres Miknees)
- 2019: Callboys (TV Series: als Hotelreceptioniste)
- 2021,2023: Hidden Asset (Tv-serie: als Mila Albert)
- 2021: Panna (TV Series: 6 episodes als Salma)
- 2022: F*** You Very, Very Much (TV Series: als De Dokter)
- 2022: Geldwolven (afleveringstitel: I Love it when a plan comes together)
- 2022: Nonkels (afleveringstitel: Brussel)
- 2022: Doe Zo Voort (TV Mini Series Episode #1.8: mama van Bram)

### Programma
In 2015 tot 2016 was Albert te zien in het televisieprogramma Echt niet OK op één gepresenteerd door Cath Luyten en Tom Waes.

## Thuis
In de serie Thuis vertolkte ze een Marokkaans personage, terwijl ze eigenlijk Rwandese roots heeft. Begin mei 2008 verdween ze van de set van Thuis wegens besparingen van de VRT. Eind 2019 keerde ze als Aisha even terug naar de serie voor een gastrol.